# Pseudonicsara nomo
Pseudonicsara nomo är en insektsart som beskrevs av Sigfrid Ingrisch 2009. Pseudonicsara nomo ingår i släktet Pseudonicsara och familjen vårtbitare. Inga underarter finns listade i Catalogue of Life.